# Barbe (cristallographie)
Pour les articles homonymes, voir Barbe (homonymie).

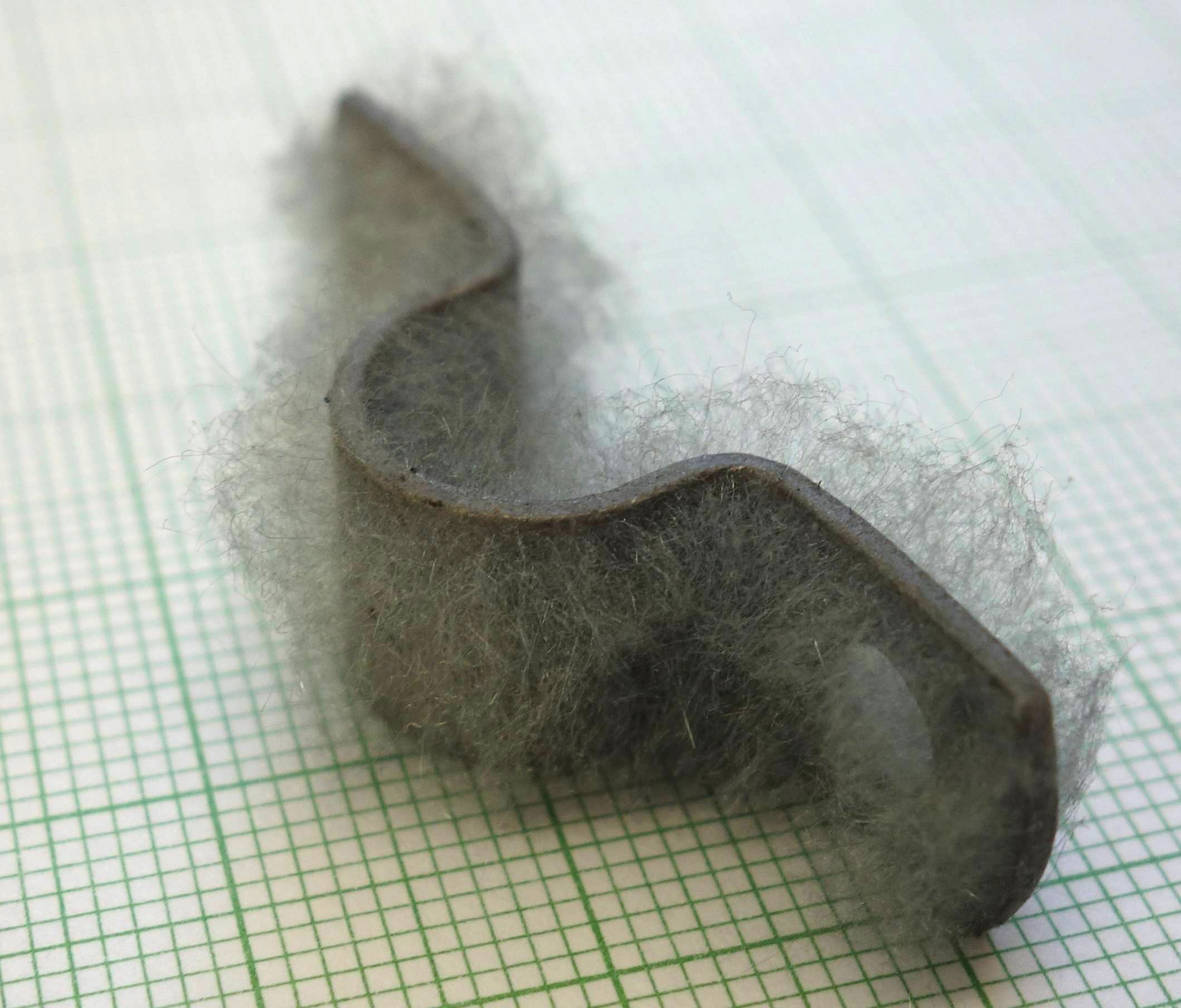
Barbe de zinc sur un acier galvanisé.

En cristallographie, la barbe (traduit de l'anglais whisker) est une formation de filaments à partir de certains matériaux métalliques (étain, zinc, cadmium, indium, antimoine). L'origine du phénomène est méconnue mais ses conséquences peuvent avoir des impacts sur les systèmes électroniques.
Ce phénomène ne doit pas être confondu avec la formation de dendrites, qui restent en surface d'un matériau (axe X - Y), tandis que la barbe forme des filaments qui se développent en dehors de la surface (axe Z). 

## Origine et formation
Le mécanisme de formation semble non compris par les scientifiques malgré plusieurs années d'étude. Certaines théories avancent un effet de l'état de contrainte du matériau (en particulier, la présence de contraintes de compression), d'autres parlent de processus de recristallisation affectant la structure du métal.
Certains facteurs déclenchant et propriétés ont néanmoins pu être observés :
- les contraintes mécaniques ou une attaque chimique[3], les rayures, la diffusion de matériaux différents, la dilatation thermique augmentent le risque de formation ;
- la dissolution du métal ou la présence de champs électromagnétiques ne semble pas avoir d'impact, contrairement aux dendrites ;
- la forme des filaments peut être droite, courbée, en fourche ;
- les données techniques varient beaucoup suivant les expérimentations : l'incubation varie de quelques jours à plusieurs années, la pousse varie de 0,03 à 9 mm par an, la longueur peut atteindre 10 mm, le diamètre varie de quelques µm à 10 µm ;
- les facteurs environnementaux sont très controversés quant à leur influence sur la pousse : température, pression, humidité, cycles thermiques, champs électriques.

## Barbes d'étain ou de zinc en électronique

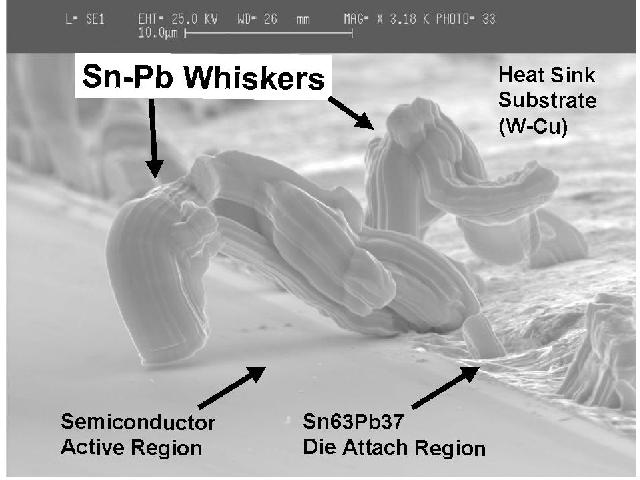
Barbe d'étain/plomb sur un die (NASA).

Les barbes d'étain sont prises au sérieux dans certains domaines tels que le spatial ou le militaire, où l'électronique doit avoir un certain niveau de fiabilité. Ces formations cristallographiques peuvent en effet créer des courts-circuits ou déclencher la formation d'arcs électriques de forte puissance. Ces phénomènes se sont déjà produits dans certains satellites de télécommunications ou militaires, des pacemakers, des centrales nucléaires ou des serveurs informatiques. La formation de barbes d'étain est accentuée par la directive RoHS qui supprime le plomb des composants électroniques : l'étain ou le zinc purs semblent nettement plus enclins à la formation de barbes.